# Desa Pepedan (administrativ by i Indonesien, lat -7,10, long 109,25)
Desa Pepedan är en administrativ by i Indonesien.   Den ligger i provinsen Jawa Tengah, i den västra delen av landet, 280 km öster om huvudstaden Jakarta.